# Katja Poensgen
Katja Johanna Poensgen (Mindelheim, 23 settembre 1976) è una pilota motociclistica tedesca ritiratasi dall'attività agonistica.

## Carriera
La sua carriera motociclistica ha inizio nel 1993 con le prime partecipazioni alla ADAC Junior Cup, titolo che vince nel 1995, anno in cui ottiene anche il Trofeo Tordi in Italia. Dopo aver preso parte al campionato tedesco 125 nel 1996, nel 1997 passa alle supersport, sia a livello nazionale che europeo, debuttando nel 1998 anche nel mondiale al Nürburgring e finendo 20ª in gara. Nello stesso anno vince la Coppa Europa Supermono e conquista punti nel campionato continentale delle Supersport.
Nel 1999 e nel 2000 partecipa al campionato europeo Superstock 1000 FIM con la Suzuki GSX-R750 del team Alstare Suzuki, ottenendo un podio durante la seconda stagione ed arrivando sesta in classifica generale.
Nel 2001 esordisce nella classe 250 del motomondiale, guidando inizialmente una Aprilia del team Racing Factory, con cui riesce anche ad andare a punti concludendo al 14º posto il Gran Premio d'Italia al Mugello e diventando la prima donna ad ottenere un simile risultato nella classe 250. Nel corso della stessa stagione cambia squadra, passando a correre con una Honda del team Shell Advance Racing, senza cogliere altri piazzamenti utili per la classifica piloti, nella quale si colloca in 30ª piazza. Dopo aver trascorso il 2002 nella Superstock tedesca, nel 2003 ritorna a correre nel motomondiale 250 con la Honda del team Molenaar Racing, senza ottenere questa volta alcun punto.
Nel 2004 lavora in televisione come commentatrice del motomondiale per RTL, mentre qualche anno dopo marca sporadiche presenze in diverse competizioni automobilistiche, tra cui il rally Transsyberia nel 2007, e in seguito, tra il 2010 e il 2011, è conduttrice del programma Bike - Das Polo Motorrad Magazin su Sport1. Nel 2012 corre invece nel campionato internazionale FIM e-Power per moto elettriche.

## Risultati in gara

### Campionato mondiale Supersport
| 1998 | Moto   |  |  |  |    |  |  |  |  |  |  |  | Punti | Pos. |
| ---- | ------ |  |  |  | -- |  |  |  |  |  |  |  | ----- | ---- |
| 1998 | Suzuki |  |  |  | 20 |  |  |  |  |  |  |  | 0     |      |

| Legenda | 1º posto        | 2º posto            | 3º posto           | A punti      | Senza punti        | Grassetto – Pole position Corsivo – Giro più veloce |
| Legenda | Gara non valida | Non qual./Non part. | Ritirato/Non class | Squalificato | '-' Dato non disp. | Grassetto – Pole position Corsivo – Giro più veloce |

### Motomondiale
| 2001 | Classe | Moto            |    |    |    |    |    |    |     |    |    |  |    |    |    |    |     |    | Punti | Pos. |
| ---- | ------ | --------------- | -- | -- | -- | -- | -- | -- | --- | -- | -- |  | -- | -- | -- | -- | --- | -- | ----- | ---- |
| 2001 | 250    | Aprilia e Honda | 22 | 24 | 23 | NP | 14 | 26 | Rit | 23 | 20 |  | 20 | 24 | 26 | 19 | Rit | 26 | 2     | 30º  |

| 2003 | Classe | Moto  |    |     |    |    |    |    |    |    |    |    |     |    |  |    |     |  | Punti | Pos. |
| ---- | ------ | ----- | -- | --- | -- | -- | -- | -- | -- | -- | -- | -- | --- | -- |  | -- | --- |  | ----- | ---- |
| 2003 | 250    | Honda | 20 | Rit | NQ | NQ | NQ | 17 | 18 | 19 | 18 | 20 | Rit | NP |  | 17 | Rit |  | 0     |      |

| Legenda | 1º posto        | 2º posto            | 3º posto            | A punti      | Senza punti        | Grassetto – Pole position Corsivo – Giro più veloce |
| Legenda | Gara non valida | Non qual./Non part. | Ritirato/Non class. | Squalificato | '-' Dato non disp. | Grassetto – Pole position Corsivo – Giro più veloce |